# Vincly
Vincly là một xã ở tỉnh Pas-de-Calais, vùng Hauts-de-France của Pháp.

## Địa lý
Vincly có cự ly 21 dặm Anh (33 km) về phía đông bắc Montreuil-sur-Mer trên đường D104.

## Dân số
| 1962                                                         | 1968 | 1975 | 1982 | 1990 | 1999 | 2006 |
| ------------------------------------------------------------ | ---- | ---- | ---- | ---- | ---- | ---- |
| 165                                                          | 176  | 146  | 142  | 141  | 121  | 146  |
| Số liệu điều tra dân số từ năm 1962: Dân số không tính trùng |      |      |      |      |      |      |

## Địa điểm nổi bật
- Nhà thờ St.Thomas of Canterbury, thế kỷ 16.